# Лютеїнізуючий гормон
Лютеїніз́уючий гормо́н, часто скорочується як ЛГ — гормон, що виробляється передньою часткою гіпофізу. У жінок він стимулює ріст фолікул яєчника та започатковує овуляцію, у чоловіків — сприяє виробленню тестостерону.

## Активність
Як у чоловіків, так і у жінок ЛГ необхідний для нормального функціонування репродуктивної системи. У жінок в процесі менструального циклу фолікулостимулювальний гормон (ФСГ) збуджує ріст фолікулів і викликає диференціювання і проліферацію клітин зернистого шару. Під дією ФСГ дозрівальні фолікули яєчника секретують зростальну кількість естрогенів, серед яких найбільше значення має естрадіол, а також на їх клітинах експресуються і рецептори до ЛГ.
В результаті до моменту дозрівання фолікула підвищення рівня естрадіолу стає настільки високим, що це призводить до активації гіпоталамуса за принципом позитивного зворотного зв'язку і інтенсивному вивільненню ЛГ і ФСГ гіпофізом. Цей сплеск рівня ЛГ запускає у жінки овуляцію. При цьому не тільки вивільняється яйцеклітина, але й ініціюється процес лютеїнізації — перетворення залишкового фолікула в жовте тіло, яке в свою чергу починає виробляти прогестерон для підготовки ендометрія до можливої імплантації, тобто вагітності. ЛГ необхідний для підтримки існування жовтого тіла приблизно впродовж 14 днів. У разі настання вагітності лютеїнова функція буде підтримуватися дією гормону трофобласта — хоріонічного гонадотропіну.
У чоловіків ЛГ впливає на клітини Лейдіга яєчок і відповідає за вироблення тестостерону, який чинить вплив на сперматогенез і є головним «чоловічим» гормоном. Виділення ЛГ знаходиться під контролем ритмічних викидів гіпоталамусом гонадоліберину, частота яких за принципом зворотного зв'язку знаходиться в залежності від виділення гонадами естрогенів.

## Тести на визначення овуляції
Визначення сплеску концентрації ЛГ лежить в основі методики визначення моменту настання овуляції у жінки. Вродовж декількох днів перед передбачуваною овуляцією за допомогою спеціалізованої тест-системи проводиться щоденне визначення рівня ЛГ в сечі. Отримання позитивного результату тесту свідчить про те, що овуляція відбудеться в найближчі 24-48 годин. Пари, які планують зачаття, можуть відповідно оцінити сприятливий час для проведення статевого акту. Оскільки в середовищі жіночого організму сперматозоїди залишаються життєздатними протягом декількох днів, подібні тести не рекомендується застосовувати для потреб контрацепції.

## Застосування в медицині
ЛГ спільно з ФСГ входить до складу пергоналу й інших сечових гонадотропінів. Більш високо очищені сечові гонадотропіни, як правило, містять відносно меншу кількість ЛГ. Спосіб введення препаратів парентеральний (як правило, внутрішньом'язовий). Зазвичай вони застосовуються при терапії безпліддя, особливо при застосуванні методики ЕКЗ, для стимуляції росту яєчників і дозрівання в них фолікулів.
Замість ЛГ нерідко використовується видобувається із сечі вагітних менш дорогий хоріонічний гонадотропін, який зв'язується з тими ж самими рецепторами і відрізняється більш тривалим періодом напіввиведення.